# Sesgo de información compartida
El sesgo de información compartida (también conocido como sesgo de muestreo de información colectiva o sesgo de información común) se conoce como la tendencia de los miembros del grupo a dedicar más tiempo y energía a discutir información con la que todos los miembros ya están familiarizados (es decir, información compartida), y menos tiempo y energía para discutir información que solo algunos miembros conocen (es decir, información no compartida). Las consecuencias perjudiciales relacionadas con la mala toma de decisiones pueden surgir cuando el grupo no tiene acceso a información no compartida (perfiles ocultos) para tomar una decisión bien informada.

## Causas
Aunque discutir información no compartida puede ser esclarecedor, los grupos a menudo están motivados para discutir información compartida con el fin de llegar a un consenso grupal sobre algún curso de acción. Según Postmes, Spears y Cihangir (2001), cuando los miembros del grupo están motivados por un deseo de llegar a un cierre (por ejemplo, un deseo impuesto por limitaciones de tiempo), su sesgo por discutir información compartida es más fuerte. Sin embargo, si a los miembros les preocupa tomar la mejor decisión posible, este sesgo se vuelve menos destacado. En apoyo de las observaciones de Postmes et al. (2001), Stewart y Stasser (1998) han afirmado que el sesgo de información compartida es más fuerte para los miembros del grupo que trabajan en tareas ambiguas y orientadas al juicio porque su objetivo es llegar a un acuerdo consensuado en lugar de distinguir una solución correcta.
El sesgo de información compartida también puede desarrollarse durante la discusión grupal en respuesta a las necesidades interpersonales y psicológicas de los miembros individuales del grupo. Por ejemplo, algunos miembros del grupo tienden a buscar apoyo grupal para sus propias opiniones personales. Esta motivación psicológica para obtener la aceptación colectiva de los propios puntos de vista iniciales se ha relacionado con las preferencias grupales de información compartida durante las actividades de toma de decisiones (Greitemeyer y Schulz-Hardt, 2003; Henningsen y Henningsen, 2003).
Por último, la naturaleza de la discusión entre los miembros del grupo refleja si surgirán sesgos para la información compartida. De acuerdo con Wittenbaum et al., 2004), los miembros están motivados para establecer y mantener reputaciones, asegurar lazos más estrechos y competir por el éxito contra otros miembros del grupo. Como resultado, las personas tienden a ser selectivas cuando revelan información a otros miembros del grupo. 

## Estrategias de evitación
Se pueden emplear varias estrategias para reducir el enfoque grupal en la discusión de información compartida: 
- Esfuércese por pasar más tiempo discutiendo activamente las decisiones colectivas. Dado que los miembros del grupo tienden a discutir primero la información compartida,[9] reuniones más largas también aumentan la probabilidad de revisar la información no compartida.
- Haga un esfuerzo para evitar discusiones generalizadas aumentando la diversidad de opiniones dentro del grupo (Smith, 2008).
- Presente la discusión de un nuevo tema para evitar volver a los elementos discutidos previamente entre los miembros (Reimer, Reimer y Hinsz, 2010).[10]
- Evite la presión del tiempo o las limitaciones de tiempo que motivan a los miembros del grupo a discutir menos información (Kelly y Karau, 1999; Bowman y Wittenbaum, 2012).[11][12]
- Aclarar a los miembros del grupo cuando ciertas personas tienen experiencia relevante (Stewart y Stasser, 1995).[13]
- Incluya más miembros del grupo que tengan experiencia relevante para la tarea (Wittenbaum, 1998).[14]
- La tecnología (por ejemplo, sistemas de soporte de decisiones grupales, GDSS) también puede ofrecer a los miembros del grupo una forma de catalogar información que debe ser discutida. Estas herramientas tecnológicas (por ejemplo, motores de búsqueda, bases de datos, programas informáticos que estiman el riesgo) ayudan a facilitar la comunicación entre los miembros al tiempo que estructuran el proceso de toma de decisiones del grupo (Hollingshead, 2001).[15]